# Most císaře Františka Josefa I.
Most císaře Františka Josefa I. byl čtvrtý pražský most přes Vltavu, byl postaven v letech 1865–1868, rekonstruován v roce 1898 a demontován v letech 1946–1947. Komunikačně připojil k Praze Bubny a Královskou oboru. Lidově byl také nazýván Eliščin most podle císařovy manželky Alžběty. Byl také přejmenováván na Štefánikův most (1919–1940 a 1945–1947), most Leoše Janáčka (1940–1945), ve své závěrečné fázi roku 1947 na Švermův most. 
V roce 1951 byl nahrazen novým mostem železobetonové konstrukce, původně nazvaným Švermův most, od roku 1997 Štefánikův most. 

## Stavební vývoj
Železný řetězový most zde byl postaven v letech 1865–1868 (jako druhý visutý most v Praze). Rozpětí v hlavním mostním poli činilo 143,9 m, v obou krajních polích po 46,95 m. Most navrhl anglický inženýr Rowland Mason Ordish, spolupracovali s ním William Henry Le Feuvre a Max von Ende. Návrh, který využíval Ordishovu-Lefeuvreovu soustavu lan, byl původně určen pro Albert Bridge přes řeku Temži v Londýně. Poté, co se stavba londýnského mostu zpozdila, rozhodl se Ordish postavit most v Praze jako první. Základní kámen byl položen 19. října 1865. Stavební dozor vykonával inženýr František Schön. Císař František Josef, po němž byl most pojmenován, se účastnil slavnostního otevření mostu, které proběhlo 13. května 1868.
V roce 1898 byl most zesílen a řetězy vyměněny za ocelová lana. Od tohoto roku po mostě vedla tramvajová trať (již dříve zde jezdila koňka). V letech 1891–1900 na protivodní straně fungoval provizorní dřevěný most (vedl z Františku k tzv. Havírně), který měl posílit dopravní kapacitu do Královské obory v souvislosti s Jubilejní výstavou.
Po vzniku Československa byl most přejmenován na Štefánikův most. Most byl uzavřen v roce 1941 a demontován v letech 1946–1947. Nejcennější součásti mostu byly uloženy do depozitáře Národního technického muzea. V roce 1941 bylo paralelně s mostem vystavěno dřevěné provizorium pro pěší a tramvaje. Nový železobetonový Štefánikův most byl postaven v letech 1949 až 1951 a otevřen pod názvem Švermův most.